# Émile Louit
Pour les articles homonymes, voir Louit (homonymie).
Ne doit pas être confondu avec Émile Louis.
Émile Louit, né le 28 avril 1819 à Bordeaux et décédé le 4 janvier 1887, est un négociant, un armateur, et un industriel français, fondateur de la société Louit Frères et Compagnie.

## Biographie
Très jeune, Émile Louit fait son apprentissage en négoce dans la petite entreprise familiale de produits alimentaires créée par son père, Paul Louit, en 1825. Outre de nombreux produits de conserve, la manufacture produit le fameux « chocolat Louit » qui connaitra un franc succès. À la mort de son père en 1836, Rose Bouvier, sa mère, reprend l'affaire et la fait fructifier.

En 1846, Émile hérite de l'entreprise. Il crée, à Bordeaux, la Maison Louit Frères et Compagnie, et l'usine de Tivoli dont les produits alimentaires obtiendront de très nombreuses médailles aux expositions universelles et deviendront célèbres sur tous les marchés du monde occidental.

En 1843, l'entreprise lance la « Moutarde diaphane » qui devient rapidement un produit phare, emportant à elle seule 72 médailles dans les expositions universelles de France et de l'Etranger. Directeur de cette brillante entreprise avec son jeune frère Charles-Joseph, décédé à Rome en 1857, Émile en reste l'unique chef jusqu'en 1863, époque où il en fait la session à un autre frère cadet, Édouard.
Le 1er octobre 1862 voit la naissance du Journal de Bordeaux, journal politique favorable à l'Empereur Louis Napoléon Bonaparte, dont Émile est le principal fondateur. Il en devient propriétaire, directeur et gérant. C'est sans doute pour mieux se consacrer à la direction de son journal qu'Émile se retire (au moins partiellement) de l'Entreprise alimentaire dont il cède, en 1863, la direction à son plus jeune frère Joseph dit « Édouard ».

devint si célèbre qu'un poète écrivit :
"Un peuple sans poète est un peuple sans gloire, 

un foyer sans enfant est un foyer sans jeu, 

un roman sans amour est raté, c'est notoire, 

Le 1er septembre 1868 est inauguré le « Théâtre Louit » qu'Émile fit construire par l'architecte Lamarche, sur l'emplacement du Cirque impérial. C'est le plus vaste et le plus magnifique des théâtres de province ; il contient 2 500 places, et les grandes réunions publiques de 1870-1871 y tiennent leurs séances, pendant le séjour à Bordeaux de l'Assemblée nationale. Selon les sources, il aurait coûté 400 000 francs ou 1 200 000 francs. On connaît une description de ce prestigieux théâtre qui ne servit qu'une vingtaine d'années avant d'être dévoré par un incendie en juillet 1888,. 
Déjà décoré de l'Ordre royal d'Isabelle la Catholique, Emile l'est à nouveau Chevalier de la Légion d'honneur le 7 août 1869.

Emile décède d'un « affaiblissement du sang » dans sa 68e année, le 14 janvier 1887, à son domicile bordelais au  20, de la rue Judaïque. Il ne connaîtra pas l'incendie qui détruira son théâtre l'été de l'année suivante. Sa nécrologie le dit « modeste à l'excès, [s'étant] toujours tenu à l'écart des agitations du monde et des ambitions politiques, bien qu'il ait consacré 
une partie de sa fortune à défendre dans la Gironde la doctrine impérialiste à laquelle il [avait] conservé, au prix des plus grands sacrifices, un organe militant ».

## Le théâtre Louit
En 1888, Le théâtre fut entièrement détruit par un incendie. Vers trois heures du matin, l'agent théâtral qui habitait face au bâtiment, témoigna qu'il "entendit un bruit de vitres brisées et vit de la fumée s'échapper". Malgré son intervention et plus tard celle des pompiers, le théâtre ne put être sauvé. On ne sut jamais précisément les causes du sinistre. Heureusement, il n'y eut aucune victime. On reconstruisit à son emplacement un café-concert sous le nom des « Folies bergères ».

## Distinctions
- Chevalier de la Légion d'honneur (7 août 1869)
- ordre d'Isabelle la Catholique